# Mysha
Mysha (こぐまのミーシャ?, Koguma no Mīsha) è un anime giapponese prodotto da Nippon Animation. Il personaggio è ispirato alla mascotte dei Giochi della XXII Olimpiade tenutisi a Mosca nel 1980.

## Trama
L'orsetto Mysha e i suoi genitori, che hanno sempre vissuto in una grande città, si trasferiscono in un piccolo villaggio. Il piccolo Mysha tenterà quindi, con molta difficoltà, di adattarsi allo stile di vita della cittadina e di farsi nuove amicizie. Nel corso della serie, però, farà amicizia con Natasha, una bianca orsacchiotta della sua età figlia del sindaco di villaggio, Milmil una piccola tapira piuttosto pazzerella invaghita di lui, Drago, il tigrotto figlio del prepotente signor Tigre e Miago, un gatto che insieme alla sua famiglia vive in una prigione da dove lui e i suoi componenti non se ne vogliono andare e mettono i piedi in testa al maresciallo che gli fa da servo e da cuoco.

## Doppiaggio
| Personaggio  | Voce originale    | Voce italiana       |
| ------------ | ----------------- | ------------------- |
| Madre        | Akiko Tsuboi      | Fabrizia Castagnoli |
| Padre        | Banjō Ginga       | Marcello Prando     |
| Sindaco      | Hiroshi Masuoka   | Enrico Luzi         |
| Drago        | Kaneta Kimotsuki  | Marcello Prando     |
| Natasha      | Keiko Han         | Liliana Sorrentino  |
| Mysha        | Keiko Yokozawa    | Piera Vidale        |
| Sig.ra Tigre | Masashi Amenomori | Piera Vidale        |
| Congo        | Shin Aomori       | Armando Bandini     |

## Episodi
| Nº | Titolo italiano Giapponese 「Kanji」 - Rōmaji                                                                         | In onda          | In onda |
| Nº | Titolo italiano Giapponese 「Kanji」 - Rōmaji                                                                         | Giapponese       |         |
| 1  | La nuova famiglia arrivata al villaggio in treno 「99人目のミーシャ」 - 99 Hitome no Misha                            | 6 ottobre 1979   |         |
| 2  | Uno strano villaggio 「とんでもない村」 - Tondemonai mura                                                             | 13 ottobre 1979  |         |
| 3  | È apparso un fantasma 「おばけが出たぞ」 - Obakega deta zo                                                            | 20 ottobre 1979  |         |
| 4  | Milmil, una ragazza birichina 「おてんば娘ミルミル登場」 - Otenba musume Mirumiru tōjō                                | 27 ottobre 1979  |         |
| 5  | Chi indossa la maschera dai cinque colori 「五色仮面はだあれ」 - Goshiki kamen hadaare                                | 3 novembre 1979  |         |
| 6  | Misha nella tempesta 「嵐の中のミーシャ」 - Arashi no nakano Misha                                                    | 10 novembre 1979 |         |
| 7  | Il maresciallo furioso 「トド署長大いに怒る」 - Todo shochō ooi ni ikaru                                              | 17 novembre 1979 |         |
| 8  | Una misteriosa latitanza 「奇怪千万な家出」 - Kikai senman na iede                                                    | 24 novembre 1979 |         |
| 9  | Il grande inventore 「大発明家の登場」 - Daihatsumei ie no tōjō                                                       | 1º dicembre 1979 |         |
| 10 | Una gara a due 「ミーシャとポンドの大競争」 - Misha to Pondo no dai kyōsō                                             | 8 dicembre 1979  |         |
| 11 | Il centesimo abitante 「100人目の赤ちゃん」 - 100 hitome no akachan                                                   | 15 dicembre 1979 |         |
| 12 | Santa Klaus arriva al villaggio 「サンタクロースがやってきた」 - Santakurosu gayattekita                              | 22 dicembre 1979 |         |
| 13 | Non mangiare i miei sogni 「ぼくの夢をたべないで」 - Bokuno yume wotabenaide                                          | 29 dicembre 1979 |         |
| 14 | Dovinsky il pilota 「飛行士ドビンスキー登場」 - hikōshi Dobinsuki tōjō                                                | 5 gennaio 1980   |         |
| 15 | Un piccolo poliziotto e un grande criminale 「小さなおまわりさんと大きな犯人」 - Chiisa naomawarisanto ooki na hannin | 12 gennaio 1980  |         |
| 16 | Non pianga signor Morgan 「泣くなブーシカ!!」 - Naku na bushika!!                                                     | 19 gennaio 1980  |         |
| 17 | "- non disponibile -" 「おかしな兄弟」 - Okashina kyōdai                                                              | 26 gennaio 1980  |         |
| 18 | "- non disponibile -" 「くん太くん村へくる」 - Kun futoku n mura hekuru                                               | 2 febbraio 1980  |         |
| 19 | I ciarlatani della locomotiva 「村の機関車騒動！」 - Mura no kikansha sōdō!                                           | 9 febbraio 1980  |         |
| 20 | L'albatro inopportuno 「アホー鳥はアホーじゃない！」 - Aho tori ha aho janai!                                         | 16 febbraio 1980 |         |
| 21 | Perdonami Masa 「ごめんね、マーサ」 - Gomenne, Masa                                                                   | 23 febbraio 1980 |         |
| 22 | Il miglior medico del villaggio 「村一番のお医者さま」 - Mura ichiban noo isha sama                                   | 1º marzo 1980    |         |
| 23 | Il corridore più lento del mondo 「世界中のビリちゃんたち」 - Sekaijū no biri chantachi                               | 8 marzo 1980     |         |
| 24 | Il maresciallo è prigioniero 「トド署長牢屋に入る」 - Todo shochō rōya ni iru                                         | 22 marzo 1980    |         |
| 25 | L'attacco del diavolo nero 「悪魔が村にやってきた」 - Akuma ga mura niyattekita                                       | 29 marzo 1980    |         |
| 26 | Arrivederci Misha 「さよならミーシャ」 - Sayonara Misha                                                               | 5 aprile 1980    |         |